# Lam Dorji
Lam Dorji (Samdrup Jongkhar, 18 mei 1995) is een Bhutanees boogschutter.

## Carrière
In juli 2024 kreeg Dorji een van de universaliteitsplaatsen voor de Olympische Spelen in Parijs toegewezen, nadat hij in het kwalificatietoernooi in Antalya een score van 644 had behaald. In de plaatsingsronde van het individuele mannentoernooi eindigde hij met 663 punten op plek 28. In de eerste ronde verloor hij in vijf sets van de Italiaan Alessandro Paoli.